# صالح العبد العالي
صالح بن عبد الله العبد العالي (20 نوفمبر 1982- ) متسابق راليات سعودي من مواليد عنيزه، المملكة العربية السعودية، مهتم برياضة المحركات بالإضافة إلى عمله كمدرب رياضة وسباحة في نادي النجمة السعودي. ترعرع ونشأ في القصيم في محافظة عنيزة.
شارك في سباقات محلية ودولية تقدر ب 170 بطولة متنوعة الفئات، بطل رالي الكويت عام 2014، بطل تل مرعب خمس سنوات متتالية منذ 2013 إلى 2017م، وصاحب أفضل رقم قياسي في بطولة ليوا، وبطل رالي حائل الدولي عام 2020، وفي 2021م شارك في رالي داكار الدولي المقام في المملكة العربية السعودية.

## المسيرة
- بدأ مسيرته في مجال السباقات منذ العام 2004م سائق سباقات رالي محترف للمنتخب السعودي ومتسابق في الحلبات والساند دراق والتطعيس حيث شارك في العديد من سباقات الرالي المحلية والدولية وحصل على العديد من الجوائز لحصولة على المركز الأول في معظمها .

- قائد للمنتخب السعودي للراليات.
- مدرب رياضة فهو سباح في نادي النجمة السعودي وحصل على عدة ميداليات ذهبيه خلال مسيرته العملية.
- لازال يشارك في السباقات الراليات المحلية والدولية.

### المشاراكات المحلية والدولية
| العام     | اسم السباق                                    |
| --------- | --------------------------------------------- |
| 2004-2009 | بطولة المملكة للراليات                        |
| 2006-2010 | بطولة المملكة في سباق الساند دراق             |
| 2010      | بطولة الشرق الأوسط للراليات فئة N             |
| 2013-2017 | بطولة تل مرعب (ليوا الإمارات العربية المتحدة) |
| 2014      | ساند دراق الكويت للدراجات الناريه             |
| 2014      | رالي الكويت الدولي                            |
| 2016      | رالي المغرب الدولي                            |
| 2016      | رالي البرتغال الدولي                          |
| 2016      | رالي سيلين قطر الصحراوي                       |
| 2017      | رالي عسير الدولي                              |
| 2017      | ساند دراق حائل الفئة المفتوحة                 |
| 2018      | ساند دراق الكويت الدولي                       |
| 2019      | رالي القصيم الدولي                            |
| 2019      | بطولة الشرقية للراليات                        |
| 2020      | رالي حائل الدولي                              |
| 2021      | رالي حائل الدولي                              |
| 2021      | رالي داكار الدولي (المملكة العربية السعودية)  |